# Asrel Sutherland
Asrel Kimmani „Suddy” Sutherland (ur. 8 marca 1993 w Corozalu) – belizeński piłkarz występujący na pozycji środkowego obrońcy, reprezentant kraju, obecnie zawodnik San Pedro Pirates.

## Kariera klubowa
Sutherland rozpoczynał swoją karierę w klubie San Felipe Barcelona FC, skąd przeniósł się do Police United FC. W 2017 roku został zawodnikiem nowo powstałego San Pedro Pirates FC. Wywalczył z nim mistrzostwo Belize (2018/2019 Closing). Ze sprawą swoich udanych występów w obronie zyskał wśród kibiców przydomek „The Shark” („Rekin”).

## Kariera reprezentacyjna
W listopadzie 2008 Sutherland został powołany przez Kenta Gabourela do reprezentacji Belize U-17 na środkowoamerykańskie kwalifikacje do Mistrzostw CONCACAF U-17. Wystąpił tam w pierwszym składzie w obydwóch, wysoko przegranych meczach – z Hondurasem (0:9) oraz Panamą (0:6). Jego drużyna nie awansowała na kontynentalny turniej.
W grudniu 2010 Sutherland w barwach reprezentacji Belize U-20 wziął udział w środkowoamerykańskich eliminacjach do Mistrzostw CONCACAF U-20. Belizeńczycy ponownie nie zdołali się zakwalifikować do turnieju finałowego, notując dwie porażki – z Salwadorem (1:6) i Hondurasem (0:3). Sutherland rozegrał obydwa spotkania w pełnym wymiarze czasowym.
W marcu 2010 Sutherland znalazł się w ogłoszonym przez Renana Couoha składzie reprezentacji Belize U-21 na kwalifikacje do Igrzysk Ameryki Środkowej i Karaibów w Mayagüez. Wystąpił wówczas w jednym meczu, a jego drużyna wyeliminowała Nikaraguę (1:0, 1:2) i awansowała na igrzyska, lecz męski turniej piłkarski ostatecznie nie odbył się.
W sierpniu 2015 Sutherland został powołany przez Edmunda Pandy'ego Sr. do reprezentacji Belize U-23 na środkowoamerykańskie preeliminacje do Igrzysk Olimpijskich w Rio de Janeiro. Belizeńczycy przegrali obydwa spotkania i odpadli z dalszej rywalizacji.
Do seniorskiej reprezentacji Belize Sutherland został po raz pierwszy powołany w październiku 2016 na mecz towarzyski z Hondurasem (1:2). Zadebiutował w niej jednak dopiero prawie dwa lata później za kadencji selekcjonera Palmiro Salasa, 4 sierpnia 2018 w wygranym 1:0 sparingu z Barbadosem.